# Luis Miguel Martín Fernández
Luis Miguel Martín Fernández (Lleó, 18 de maig de 1970) és un exfutbolista castellanolleonès, que jugava com a defensa.
Va militar al Reial Valladolid durant la primera meitat de la dècada dels 90. A primera divisió, va disputar nou partits amb els blanc-i-violetes.